# Ada Adler
Ada Sara Adler, född 18 februari 1878 i Frederiksberg, död 28 december 1946 i Köpenhamn, var en dansk filolog och bibliotekarie.

## Biografi
Adler föddes som dotter till Bertel David Adler och Elise Johanne Fraenckel, och tog examen 1897 från N. Zahles Skole. På 
Københavns Universitet tog hon magisterexamen i filologi 1906. Samma år fick hon motta Filologisk-Historisk Samfunds højeste pris för hennes arbete om Pandora. Hon var på en studieresa i Wien och utgav 1916  Catalogue supplémentaire des manuscrits grecs de la Bibliothèque Royale de Copenhague, en samling grekiska manuskript. Adler blev filosofie doktor i filologi 1917.
Adler skrev flera artiklar i Nordisk tidsskrift for filologi och fick i uppdrag att ge ut det bysantiska lexikonet Suda från 900-talet. Hon arbetade med lexikonet och dess språk, och det färdiga arbetet, som kom att kallas Suidae Lexicon utkom i fem band under åren 1928–1938. Det publicerades ännu en gång 1967–1971. Det finns numera även som en internetutgåva. Under andra världskriget evakuerades hon till Sverige med flera andra danska judar.
Adler gifte sig 1901 med filosofiprofessorn Anton Thomsen (1877–1915) och äktenskapet varade fram till hans död. Hon tog emot Tagea Brandts rejselegat for kvinder 1931.